# 追日星少年
《追日星少年》（英語：Silversun）是澳大利亞一套以少年為主要角色的科幻故事電視劇，由澳洲廣播公司（Australian Broadcasting Corporation，簡稱ABC）製作。本劇曾經在香港亞洲電視國際台播放。

## 外部連結
- 香港亞洲電視：追日星少年 （中文）
- The ABC's Silversun home page （英文）
- ABC: Silversun （英文）
- Silversun entry at TVTome.com （英文）